# Jorge Payá
Jorge Payá Rodríguez (Manresa, 10 de julho de 1963) é um ex-jogador de polo aquático espanhol, campeão olímpico.

## Carreira
Jorge Payá fez parte da geração de ouro do polo aquático espanhol, que conquistou o ouro em Atlanta, 1996.